# Musée de Demain
Le Musée de Demain (en portugais Museu do Amanhã) est un musée inauguré le 17 décembre 2015 par Dilma Rousseff. Situé à Rio de Janeiro, au bord de la baie de Guanabara, le bâtiment l'abritant a été conçu par l'architecte Santiago Calatrava Valls. Il est consacré à la création de l'Univers et à l'avenir de l'humanité.

## Conception
La maquette du futur bâtiment est révélée en mai 2012. Sa construction se fait dans la zone portuaire de la ville en cours de rénovation, dans le cadre du projet Porto Maravilha, dont il se veut le symbole. L'inauguration est alors prévue pour l'année 2016, celle durant laquelle les Jeux olympiques d'été doivent avoir lieu à Rio.
Le projet est piloté par la ville de Rio et par la Fondation Roberto Marinho ; le financement est pour partie fédéral, via le Ministère de l'Environnement, pour partie privé, venant en particulier de la banque Santander et du groupe BG. Le bâtiment s'insère plus largement dans le projet Porto Maravilha de renouvellement urbain du centre de Rio.

## Construction

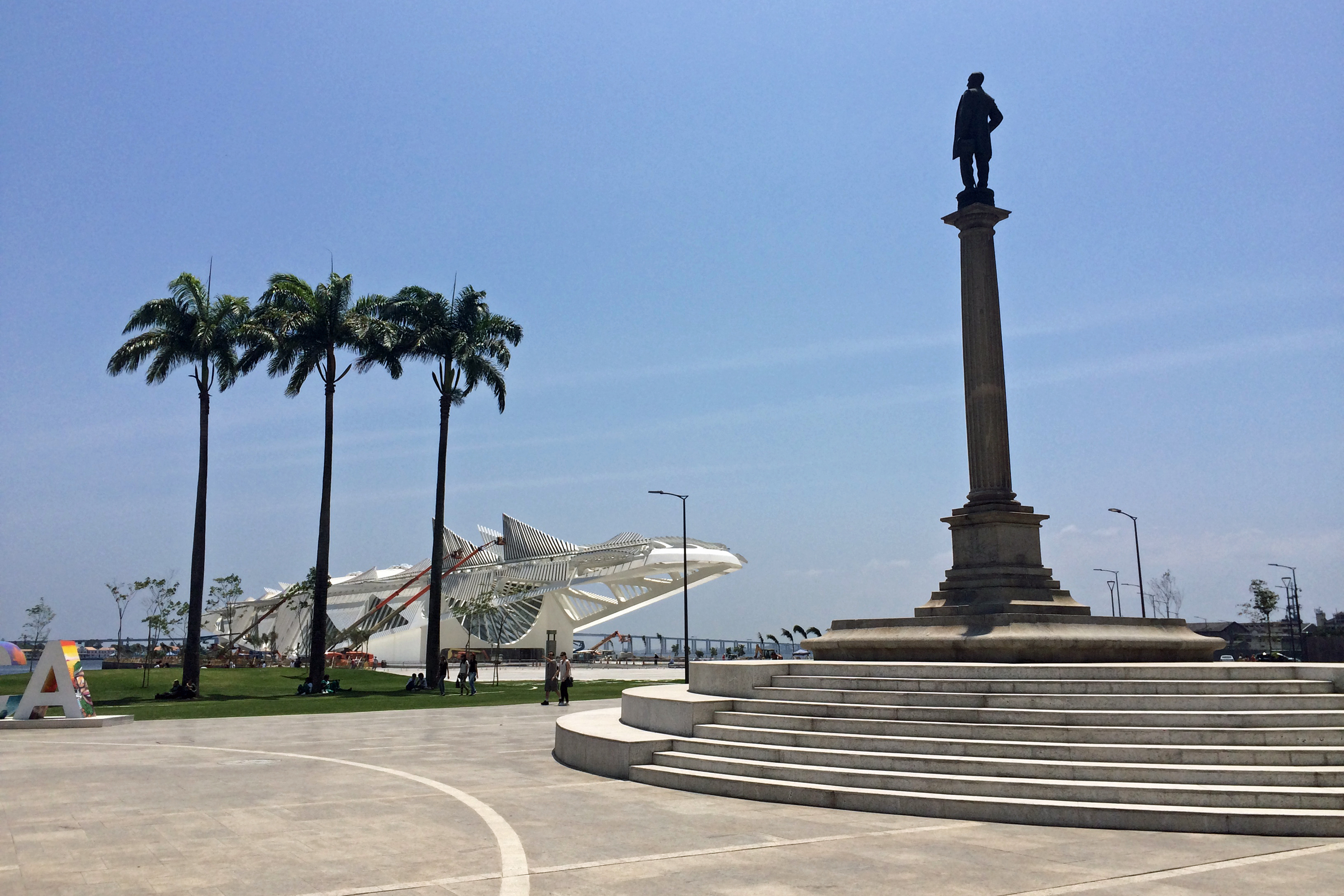
en 2015

Le bâtiment a été construit sur une jetée, le Píer Mauá, au niveau de la praça Mauá. Sa construction a coûté 215 millions de réaux,.

## Inauguration
L'inauguration a lieu le 17 décembre 2015, en présence en particulier de la présidente du Brésil, Dilma Rousseff. L'ouverture officielle est organisée le surlendemain, 19 décembre.

## Bâtiment
Le bâtiment offre une surface relativement réduite de 15 000 m2 au total, incluant les prolongements de très longs porte-à-faux (75 mètres en direction de la baie, et 45 mètres en direction de la ville). Sa hauteur a été limitée à dix-huit mètres pour ne pas cacher l'abbaye Saint-Benoît (Sao Bento) depuis la baie.
Le toit de l'édifice est pourvu de 5 492 panneaux photovoltaïques divisés en vingt-quatre modules, posés sur les ailes mobiles du toit, ce qui leur permet de s'orienter suivant l'heure du jour. Par ailleurs, la climatisation est assurée en free cooling par un pompage des eaux de la baie. Le directeur du musée estime que l'édifice consomme quarante pour cent d'énergie en moins qu'un bâtiment conventionnel.
Dès avant l'ouverture du musée, sa forme architecturale très caractéristique en fait une attraction touristique majeure de la ville.
La climatisation du bâtiment s'effectue par free cooling en utilisant les eaux de la baie

## Collections
5 000 m2 du musée sont consacrés aux expositions permanentes et temporaires ; le reste de la surface est occupé par un auditorium pouvant accueillir quatre cents personnes, un bar, un restaurant, une boutique, ainsi que le « Laboratoire d'Exploration de Demain », espace réservé à des actions éducatives.
L'objectif du musée est d'inciter ses visiteurs au changement de pratique de l'humanité de façon à enrayer la crise écologique, climatique et sociale.